# قلعه فتح‌آباد (زبرخان)
قلعه فتح‌آباد مربوط به اواخر دوره قاجار است و در شهرستان زبرخان، روستای فتح‌آباد واقع شده و این اثر در تاریخ ۲۴ مرداد ۱۳۸۵ با شمارهٔ ثبت ۱۵۸۸۱ به‌عنوان یکی از آثار ملی ایران به ثبت رسیده‌است.